# Sito palafitticolo Fondo Tacoli
Il sito palafitticolo Fondo Tacoli è inserito nella Riserva naturale Complesso morenico di Castellaro Lagusello, situato nella frazione Castellaro Lagusello del comune di Monzambano, in provincia di Mantova.
Nel giugno 2011 il sito è stato inserito nella lista del Patrimonio dell'Umanità dell'UNESCO, nell'ambito del sito seriale transnazionale Siti palafitticoli preistorici attorno alle Alpi.
Del sito fanno parte 19 abitati palafitticoli italiani, dei quali 10 si trovano in Lombardia.

## Storia
Gli scavi, effettuati tra il 1976 ed il 1979, hanno portato alla scoperta di un importante insediamento attribuibile all'età del bronzo.